# Крум Александров
Крум Георгиев Александров е български офицер, бригаден генерал.

## Биография
Роден е на 20 март 1958 г. в София. През 1976 г. завършва политехническо училище в София. От 1976 до 1980 г. учи във Висшето народно военно училище във Велико Търново. Военна си служба започва като командир на взвод, какъвто е до 1986 г. От 1986 до 1989 г. е командир на рота. Между 1989 и 1991 г. учи във Военната академия в София. След това е назначен за началник-щаб на батальон. От 1992 до 1993 г. е командир на батальон. От 2001 до 2002 г. завършва генералщабен курс във Военната академия в София. В периода 2002 – 1 юни 2008 г. е командир на националната гвардейска част. На 21 април 2008 г. е назначен за директор на дирекция „Личен състав“ в Генералния щаб на Българската армия, считано от 1 юни 2008 г. На 1 юли 2009 г. е освободен от длъжността директор на дирекция „Личен състав“, назначен за заместник-началник на щаба по осигуряването и поддръжката и удостоен с висше офицерско звание бригаден генерал. На тази длъжност е до 22 юни 2011 г. От 2012 г. е военен аташе в Украйна. Награждаван е с Почетен знак на Министерството на отбраната „Свети Георги“ II степен и с награден знак „За вярна служба под знамената“ – II степен.

## Образование
- Политехническо училище, София до 1976
- Висшето народно военно училище „Васил Левски“ – 1976 – 1980
- Военна академия „Г.С.Раковски“ – 1989 – 1991
- Военна академия „Г.С.Раковски“, Генералщабен курс – 2001 – 2002

## Военни звания
- Лейтенант (1980)
- Старши лейтенант (1983)
- Капитан (1987)
- Майор (1992)
- Подполковник (1996)
- Полковник (2000)
- Бригаден генерал (1 юли 2009)